# Joszozumi Szakura
Joszozumi Szakura (四十住 さくら; Hepburn:  Yosozumi Sakura; 2002. március 15.–) japán gördeszkás, világbajnok és olimpiai bajnok.

## Pályafutása
A 2018-as nankingi világbajnokságon aranyérmet, a 2019-es São Pauló-i világbajnokságon ezüstérmet szerzett. A 2018-as jakartai Ázsia-játékokon aranyérmes lett, míg a 2018-as minneapolisi X Games versenyen harmadik volt. A 2020. évi nyári olimpiai játékokon olimpiai bajnok lett park kategóriában.